# A922 road
Die A922 road ist eine A-Straße in der schottischen Council Area Perth and Kinross.

## Verlauf
Die Straße beginnt an einem Kreisverkehr im Zentrum der Stadt Milnathort. An diesem gehen auch die Fernverkehrsstraßen A91 (Bannockburn–St Andrews) und A911 (Milnathort–Windygates) ab. Parallel zur M90, die einen weiten Bogen um Kinross und Milnathort beschreibt, führt die A922 in südwestlicher Richtung und dreht sukzessive nach Süden ab. Die Straße quert zwischen beiden Städten den Fluss North Queich und erreicht dann Kinross, wo sie eine der Hauptverkehrsstraßen bildet. An der Einmündung der aus Süden kommenden B996 knickt die A922 nach Westen ab. Als Springfield Road führt sie fortan nach Westen und führt durch ein Wohngebiet in einem Bogen an den Westrand von Kinross. Dort endet sie nach einer Gesamtlänge von 2,9 km an einem Kreisverkehr, über den die M90 angebunden ist. An diesem trifft sie auch auf die aus Kincardine kommende A977.

## Umgebung
Entlang der A922 sind insgesamt vier denkmalgeschützte Bauwerke verzeichnet. In Milnathort handelt es sich hierbei um die als Kategorie-B-Bauwerk geschützte Milnathort Parish Church, eine Sandsteinkirche im neogotischen Stil. Des Weiteren das aus dem frühen 19. Jahrhundert stammende benachbarte Royal Hotel. Ebenfalls aus dem frühen 19. Jahrhundert stammen die nördlich gelegenen Wohngebäude unter der Adresse 2–6 South Street. Zwischen Milnathort und Kinross befindet sich die West Lodge, die den westlichen Zufahrtsweg zu dem bäuerlichen Anwesen Lethangie markiert.